# وتسنس
وتسنس (به هلندی: Wetsens) یک منطقهٔ مسکونی در هلند است که در دونگرادیل واقع شده‌است. وتسنس ۵۵ نفر جمعیت دارد.